# Sally, Irene and Mary
 Sally, Irene and Mary és una pel·lícula estatunidenca d'Edmund Goulding estrenada el 1925.

## Argument
Les tres són artistes, cada una amb un enfocament diferent respecte a la vida i l'amor. Sally vol riquesa i la té finalment amb Marcus. Mary intriga i conspira però acaba amb el bon jan de Jimmy. Irene deixa el lleial Charles pel pocavergonyes de Glen. Descobreix que tot el que ell vol és sexe; i la deixa entre llàgrimes. Torna amb Charles, preparat per casar-se, però els dos són atropellats per un tren.

## Repartiment
- Constance Bennett: Sally
- Joan Crawford: Irene
- Sally O'Neil: Mary
- William Haines: Jimmy Dungan
- Henry Kolker: Marcus Morton
- Douglas Gilmore: Glen Nester
- Ray Howard: Charles Greenwood
- Kate Price: Sra. Dugan
- Aggie Herring: Sra. O'Brien
- Sam De Grasse: Oficial O'Dare
- Lillian Elliott: Sra. O'Dare
- Edna Mae Cooper: Maggie